# 342 km (Karelia)
342 km (ros. 342 км) – przystanek kolejowy w pobliżu miejscowości Tarżepol, w rejonie prionieżskim, w Karelii, w Rosji. Położony jest na linii Wołchow - Murmańsk.